# Sana (sajou no hanaのボーカリスト)
sana（さな、1999年5月25日 - ）は、日本の女性歌手、作詞家。所属事務所はスマイルカンパニー。バンド・sajou no hanaのボーカル担当。身長は172cm。

## 経歴
2014年に開催されたスマイルカンパニー主催のオーディション「＜アニメ限定！＞スマイルカンパニー・オーディション2014」に合格、スマイルカンパニー所属となる。
2016年、TVアニメ 「モブサイコ100」 のOPテーマ「99」のボーカリストに抜擢、MOB CHOIRのボーカリストとして、37（読み：さな）名義でデビュー。
2018年には渡辺翔、キタニタツヤと共にバンド「sajou no hana」を結成、ボーカルを担当する。
2024年からsajou no hanaをsana中心の音楽プロジェクトとして活動していくこと、同時に渡辺翔とキタニタツヤがバンドから脱退し、その後は独立して作詞も行っている。

## ディスコグラフィ

### 配信限定シングル
| 発売日        | タイトル                            |
| ------------- | ----------------------------------- |
| 2022年12月2日 | Heaven's falling down               |
| 2023年4月8日  | Heaven’s falling down -Dawning Ver. |
| 2023年8月4日  | Brand new day                       |

## 動画

### 歌唱動画
| 公開年 | 動画タイトル                                                                     | 備考                                                               |
| ------ | -------------------------------------------------------------------------------- | ------------------------------------------------------------------ |
| 2019年 | 【sana solo Vocal】夢の中のぼくらは / sajou no hana                              | ピアノ : 原口沙矢架 監督 : 川崎龍弥（isai）                        |
| 2019年 | 【sana solo Vocal】stand still / 井口裕香 Cover （とある科学の超電磁砲S 特別ED） | ピアノ : 原口沙矢架 監督 : 川崎龍弥（isai）                        |
| 2020年 | 【sana solo Vocal】メモセピア / sajou no hana （モブサイコ100 II ED）            | ピアノ : 原口沙矢架 監督 : 川崎龍弥（isai）                        |
| 2020年 | 【sajou no hana】only my railgun （sana カバー歌唱）                             | 「とある科学の超電磁砲」シリーズOP&EDカバー企画 ギター: 佐々木侑太 |
| 2020年 | 【sajou no hana】 Dear My Friend -まだ見ぬ未来へ-（sana カバー歌唱）             | 「とある科学の超電磁砲」シリーズOP&EDカバー企画 ギター: 佐々木侑太 |
| 2020年 | 【sajou no hana】 Real Force（sana カバー歌唱）                                  | 「とある科学の超電磁砲」シリーズOP&EDカバー企画 ギター: 佐々木侑太 |
| 2020年 | 【sajou no hana】 リンクス（sana カバー歌唱）                                    | 「とある科学の超電磁砲」シリーズOP&EDカバー企画 ギター: 佐々木侑太 |
| 2020年 | 【sajou no hana】sister's noise （sana カバー歌唱）                              | 「とある科学の超電磁砲」シリーズOP&EDカバー企画 ギター: 佐々木侑太 |

## 参加作品
2016年
- MOB CHOIR『99』収録

M1「99」（ボーカル） （TVアニメ「モブサイコ100」OPテーマ）
M3「99(TV EDIT)」（ボーカル）
2018年
- 早見沙織『JUNCTION』収録

M1「Let me hear」（コーラス）
2019年
- 「劇場版 ダンジョンに出会いを求めるのは間違っているだろうか - オリオンの矢 -」挿入歌

「月鏡」（ボーカル）
2020年
- A応P『nice to NEET you！』収録

M2「nice to NEET you！(with you Version)」（コーラス）
2021年
- コンピュータゲーム「LOOPERS」主題歌[注 3]

「千夜一夜VORTEX」（ボーカル）
「フカキユメミシ」（ボーカル）
「君との宝探し」（ボーカル）
2022年
- MOB CHOIR『1』収録

M1「1」（ボーカル）（TVアニメ「モブサイコ100 III」OPテーマ）
M2「コバルト」（ボーカル）（TVアニメ「モブサイコ100 III」EDテーマ）
M3「Exist」（ボーカル）（TVアニメ「モブサイコ100 III」挿入歌）
- 佐鳴予備校TVCM

「encourage」（ボーカル）
- TVアニメ「ジョジョの奇妙な冒険 ストーンオーシャン」OPテーマ

「Heaven's falling down」（ボーカル）
2023年
- TVアニメ「おかしな転生」OPテーマ

「Brand new day」（ボーカル）
- 岬なこ『スイートサイン』収録

M2「つぎはぎの世界」（コーラス）
2024年
- 神谷浩史『HARETTER』収録

M2「Especially」（コーラス）
M4「fireworks」（コーラス）
- 岡本信彦『FAVE go』収録

M3「Like a masquerade」（コーラス）
- SparQlew『Dear』収録

M2「DA-DA」（コーラス）
2025年
- 岬なこ『Meteor』収録

M2「SHINE BRIGHT REVOLUTION」（作詞、コーラス）
- コンピュータゲーム「LOOPERS PLUS」主題歌

「イチジツセンカ」（ボーカル）

## ライブ

### 出演イベント
| 開催年 | 開催日  | タイトル                     | 会場                     | 共演者                                                                                          | 出典   |
| ------ | ------- | ---------------------------- | ------------------------ | ----------------------------------------------------------------------------------------------- | ------ |
| 2021年 | 4月18日 | KSL online 2021 ～Kaginado～ | 品川インターシティホール | 北沢綾香、鈴木このみ、鈴湯、水谷瑠奈(NanosizeMir)、やなぎなぎ、YURiKA、riya(eufonius)、若林直美 | [ 10 ] |